# Matthew Betz
Pour les articles homonymes, voir Betz.
Matthew Von Betz (généralement crédité Matthew Betz) est un acteur américain, né le 13 septembre 1881 à Saint-Louis (Missouri), mort le 26 janvier 1938 à Los Angeles (Californie).

## Biographie
D'abord acteur de vaudeville, Matthew Betz débute au cinéma dans huit films (principalement des courts métrages) sortis en 1914. Suivent cent-vingt-et-un autres films américains, notamment des westerns, comme second rôle ou dans des petits rôles non crédités. Parmi sa cinquantaine de films muets, citons Les Deux Compères de Roy William Neill (1920, avec Constance Talmadge et Ned Sparks), Le Club des trois de Tod Browning (1925, avec Lon Chaney et Mae Busch) et La Symphonie nuptiale d'Erich von Stroheim (1928, avec le réalisateur et Fay Wray). Mentionnons aussi A Modern Mother Goose (1917) qu'il réalise — expérience restée unique —.
Après le passage au parlant, il apparaît entre autres dans Masques de cire de Michael Curtiz (avec Lionel Atwill et Fay Wray) et le serial Tarzan l'intrépide de Robert F. Hill (avec Buster Crabbe et Julie Bishop), tous deux sortis en 1933.
Ses six derniers films sortent en 1937, dont le court métrage Candidat à la prison de Charles Lamont (avec Buster Keaton et Harold Goodwin). Il meurt prématurément l'année suivante (1938), d'une longue maladie non spécifiée.

## Filmographie partielle
- 1914 : One Wonderful Night (en) d'E. H. Calvert : Ferdinand Rossi
- 1915 : The Parson of Pine Mountain de Ben F. Wilson (court métrage) : Steve Bascombe
- 1917 : A Modern Mother Goose (acteur et réalisateur)
- 1919 : Putting One Over (en) d'Edward Dillon : Giles
- 1920 : The Stealers de Christy Cabanne : Bert Robinson
- 1920 : Les Deux Compères (Good References) de Roy William Neill : Kid Whaley
- 1920 : Pirate Gold (en) de George B. Seitz (serial) : Harmon
- 1921 : Salvation Nell (en) de Kenneth S. Webb : Al McGovern
- 1921 : Burn 'Em Up Barnes (en) de Colbert Clark et Armand Schaefer : Ed Scott
- 1922 : Un fier gueux (en) (Boomerang Bill) de Tom Terriss : Tony the Wop
- 1922 : My Old Kentucky Home
- 1923 : Sawdust (en) de Jack Conway : Runner Bayne
- 1923 : Anna Christie de John Griffith Wray et Thomas H. Ince : rôle non spécifié
- 1923 : Let's Go de William K. Howard
- 1923 : The Self-Made Wife (en) de John Francis Dillon : Bob
- 1924 : The Heart Bandit (en) d'Oscar Apfel : Monk Hinman
- 1924 : La Sirène de Séville (The Siren of Seville) de Jerome Storm : Pedro
- 1924 : Les Fraudeurs (Those Who Dance) de Lambert Hillyer : Joe le Grec
- 1924 : Love's Whirlpool de Bruce M. Mitchell
- 1924 : Son œuvre (The Only Woman) de Sidney Olcott : Ole Hannson
- 1924 : Le Phare qui s'éteint (The Lighthouse by the Sea) de Malcolm St. Clair : Joe Dagget
- 1925 : Le Désert blanc (The White Desert) de Reginald Barker : Buck Carson
- 1925 : Lights of Old Broadway de Monta Bell : « Red » Hawkins
- 1925 : My Lady's Lips de James P. Hogan : Eddie Gault
- 1925 : Le Club des trois (The Unholy Three) de Tod Browning : Regan
- 1925 : White Fang de Laurence Trimble
- 1925 : The Way of a Girl de Robert G. Vignola : Matt
- 1925 : Le Monstre (The Monster) de Roland West : Détective Jennings
- 1926 : The Flame of the Yukon de George Melford : Black Jack Hovey
- 1926 : The Little Irish Girl (en) de Roy Del Ruth : Jerry Crawford
- 1926 : The Exquisite Sinner de Josef von Sternberg et Phil Rosen : Le chef des bohémiens
- 1926 : Oh What a Nurse! de Charles Reisner
- 1927 : Son plus beau combat (The Patent Leather Kid) d'Alfred Santell : Jake Stuke
- 1928 : Le Pâtre des collines (The Shepherd of the Hills) de Albert S. Rogell : Wash Gibbs
- 1928 : La Taverne rouge (The Crimson City) d'Archie Mayo : « Dagger » Foo
- 1928 : La Symphonie nuptiale (The Wedding March) d'Erich von Stroheim : Schani Eberle
- 1928 : Le Loup de soie noire (The Big City) de Tod Browning : Red
- 1928 : Les Fautes d'un père (Sins of the Fathers) de Ludwig Berger : Gus Newman
- 1928 : Fugitives (en) de William Beaudine : Earl Rand
- 1928 : Tu te vantes (Telling the World) de Sam Wood : Le tueur
- 1929 : Folle jeunesse (Girls Gone Wild) de Lewis Seiler : Augie Sten
- 1929 : La Fille dans la cage de verre (The Girl in the Glass Cage) de Ralph Dawson : 'Doc' Striker
- 1930 : Son homme (Her Man) de Tay Garnett : Red
- 1930 : Big House (The Big House) de George W. Hill : Gopher
- 1930 : Les Révoltés (Outside the Law) de Tod Browning : M. Sparks
- 1930 : L'Amérique a soif (See America Thirst) de William J. Craft
- 1931 : Soul of the Slums (en) de Frank R. Strayer : Jim Blake
- 1931 : Salvation Nell de James Cruze : Mooney
- 1931 : The Fighting Marshal (en) de D. Ross Lederman : Red Larkin
- 1931 : Side Show de Roy Del Ruth : Tom Whalen
- 1932 : The Hurricane Express d'Armand Schaefer et J. P. McGowan (serial) : L'ingénieur Jordan
- 1932 : Alias Mary Smith (en) d'E. Mason Hopper : Snowy Hoagland
- 1932 : Speed Madness de George Crone
- 1932 : Gold d'Otto Brower : Childress
- 1932 : Broadway to Cheyenne (en) d'Harry L. Fraser : Joe Carter
- 1933 : Taxi Girls d'Edward Buzzell : Chet Watson
- 1933 : Masques de cire (Mystery of the Wax Museum) de Michael Curtiz : Hugo
- 1933 : The Big Chance d'Albert Herman : Flash McQuaid
- 1933 : Via Pony Express (en) de Lewis D. Collins : Clem Porter
- 1933 : Tarzan l'intrépide (Tarzan the Fearless) de Robert F. Hill (serial) : Nick Moran
- 1933 :  Whirlwind (en) de D. Ross Lederman : Shérif Tate Hurley
- 1933 : J'ai vécu (I Have Lived) de Richard Thorpe : Blackie
- 1934 : La Maison des Rothschild (The House of Rothschild) d'Alfred L. Werker et Sidney Lanfield : Le garde prussien
- 1934 : Les Écumeurs de la nuit (en) (Men of the Night) de Lambert Hillyer : Schmidt
- 1935 : L'Ennemi public no 1 (en) (Let 'Em Have It) de Sam Wood : Thompson
- 1935 : The E-Flat Man de Charles Lamont (court métrage) : rôle non spécifié
- 1935 : The Girl Who Came Back (en) de Charles Lamont : Smoky
- 1936 : The Black Coin (pt) d'Albert Herman (serial) : Henry Jensen
- 1936 : Racing Blood (en) de Victor Halperin : Tex O'Donnell
- 1937 : Un homme qui se retrouve (The Man Who Found Himself) de Lew Landers : Le premier clochard
- 1937 : Candidat à la prison (Jail Bait) de Charles Lamont (court métrage) : rôle non spécifié
- 1937 : Michel Strogoff de George Nichols Jr. : Le chef d'une tribu
- 1937 : The Law Commands (en) de William Nigh : Frago
- 1937 : Jungle Menace d'Harry L. Fraser et George Melford (serial) : Inspecteur Starrett